# Заповедник гоблинов
«Заповедник гоблинов» (англ. The Goblin Reservation) — роман в жанре гуманитарной фантастики Клиффорда Саймака.

## История публикации
Впервые опубликован в 1968 году. Перевод на русский язык впервые напечатан в 1971 году в журнале «Смена», а в 1972 вышел в составе сборника «Заповедник гоблинов», включающего роман и рассказы, в московском издательстве «Мир» и с тех пор неоднократно переиздавался. Автор перевода на русский язык — Ирина Гурова. Произведение было озвучено Владом Коппом и DJ Инкогнито в рамках проекта «Модель для сборки» [значимость факта?].

## Номинация на премию «Хьюго»
«Заповедник гоблинов» был номинирован в 1969 году на премию «Хьюго» как лучший научно-фантастический роман, однако уступил первенство роману Джона Браннера «Всем стоять на Занзибаре».

## Сюжет
Профессор Питер Максвелл, возвращаясь из командировки, неясным образом попадает на неведомую планету, которой даёт название Хрустальной. Она является хранилищем знаний древней цивилизации. Питер проводит тут полтора месяца, читая книги, сделанные из металлических листов. Обитатели этой планеты предлагают Питеру стать посредником при продаже своего наследия — библиотеки знаний. При этом цена сделки ими не названа, они обещают Питеру, что позднее свяжутся с ним, и сообщат необходимую информацию.
По возвращении на Землю Питер узнает, что некий «профессор Максвелл» благополучно прибыл на Землю ещё месяц назад. Неделю спустя тот «Максвелл» погиб при невыясненных обстоятельствах. Было объявлено о гибели «Максвелла» от несчастного случая. Погибшего похоронили, его квартира сдана постороннему человеку, а имущество пропало. Должность профессора отдана другому человеку.
Таким образом, Питер осознаёт:

1. Он является копией настоящего Питера Максвелла.
2. Он лишён какого-либо юридического статуса, позволяющего ему выполнить миссию посредника.
3. Он остался без работы в университете. Ему предлагают должность на очень удалённой планете.

Кроме того, Питеру становится известно, что таинственный Артефакт, хранящийся в музее Института Времени, вот-вот будет продан расе колёсников. Питер догадывается, что Артефакт и является выкупом за библиотеку знаний на Хрустальной планете.
Таким образом, Питер оказывается втянут в интригу, связанную с борьбой за обладание этим наследием.
Одна из центральных тем в «Заповеднике гоблинов» — проблема взаимопонимания, сосуществования, дружбы. В этом ряду одинаково важно найти общий язык и с враждебно настроенным колёсником, и с легендарными обитателями холмов, и с коллегами по университету и, в конце концов, с самим собой.

## Персонажи

### Люди
- Максвелл, Питер — профессор факультета сверхъестественных явлений Института Времени Висконсинского университета.
- Хэмптон, Кэрол — историк, работает в Институте Времени. Сняла квартиру «покойного» профессора Максвелла, выкинув его вещи. Стройная привлекательная девушка спортивного телосложения, с короткой стрижкой и улыбающимися глазами. Хозяйка тигрёнка Сильвестра.
- Алле-Оп — неандерталец. Был изъят работниками Института времени из палеолита как экспонат. Является студентом Висконсинского университета. Делает выдающиеся успехи в поглощении знаний, пишет докторскую диссертацию. Построил хижину за городом, на отшибе, втихаря гонит самогон. Являет собой потрясающую смесь галантности и брутальности, когда пытается ухаживать за Кэрол.
- Шарп, Харлоу — декан Института Времени, друг Питера Максвелла.
- Престон, Аллен — юрист, близкий приятель Питера Максвелла.
- Арнольд, Эндрю — доктор, ректор Планетарного универcитета.
- Лонгфелло, Стивен — секретарь ректора.
- Клейнон, Нэнси — организатор вечеринок и званых приёмов. Стремится заманить к себе в салон какую-нибудь знаменитость, чтобы гости могли чокнуться со звездой шампанским.
- Шекспир, Уильям — сквайр. Драматург, сценарист и писатель из XVI века. Перемещён работниками Института Времени, чтобы прочитать лекцию «Писал ли я шекспировские пьесы».
- Ламберт, Альберт — сквайр. Художник из XXI века. Прославился тем, что изображал на своих картинах совершенно фантастические миры и невероятных существ. Сам мистер Ламберт утверждает, что ничего не выдумывает, а изображает то, что видит. Впоследствии оказалось, что ему в голову встроена персональная машина времени.
- Черчилл, Монти — юрист, посредник при продаже Артефакта колёсникам.
- Дрейтон — инспектор полиции.

### Представители малого народца и всякой нечисти
- О’Тул — гоблин небольшого роста, но с необъятной талией. Перфекционист, весьма гневлив. Любитель отпустить пару-тройку уничижительных замечаний в сторону живущих по соседству «мостовых» троллей.
- Дух — привидение, страдает амнезией. Не помнит, чьим духом является. Как и любое привидение, прозрачен, но в полутьме можно разглядеть, что носит саван. Страшный трус. В самом конце сюжета память к нему возвращается.
- Банши — вид потусторонней нечисти. Питер Максвелл видит банши в виде грязного клочка тумана, зацепившегося за терновник. В романе о банши отзывались в мужском роде, хотя ирландская мифология изображает банши как рыдающую женщину, предвестницу смерти. Банши подтверждает Питеру, что Артефакт является ценой за библиотеку знаний Хрустальной планеты.

### Инопланетяне
- Мармадьюк — представитель расы колёсников. Как и любой колёсник, представляет собой улей насекомых, заключённый в прозрачную оболочку. Этот улей водружён на пару колёс, позволяющую ему быстро перемещаться. Оказалось, что колёсник, кроме уникальной техники передвижения, обладает множеством способностей: от формирования щупалец, инструментов, трубок, выпускающих ядовитый газ, — до возможности летать по воздуху. Мистер Мармадьюк намерен составить Питеру Максвеллу конкуренцию при заключении сделки по продаже библиотеки знаний Хрустальной планеты.
- Краб — крабообразное существо кошмарного грязно-белого цвета, студент Висконсинского университета. Зарабатывает, выполняя мелкие поручения.

### Животные
- Сильвестр — саблезубый тигрёнок, принадлежащий Кэрол Хэмптон, — биомеханическая реконструкция вымершего смилодона. Всегда голоден. Предпочитает бифштексы с кровью.

## Художественные особенности
Роман представляет собой сплав твёрдой научной фантастики и фэнтези. Для стилистики романа характерен как юмор, так и достаточно резкая ирония по отношению к бюрократии и коррупции, особенно в научной сфере. Также можно указать на увлекательность повествования в сочетании с лиричностью атмосферы произведения.
Среди действующих в романе героев множество персонажей, заимствованных из образов массовой культуры и фольклора. Среди прочих там действуют известные образы из комиксов — «образованный» неандерталец, раса «колёсников», то есть существ, имеющих колёса вместо ног, а также баньши, тролли и гоблины.

## Любопытные факты
- Популярность романа в Советском Союзе и России сделала его название нарицательным, устоявшимся словосочетанием, которое российские СМИ применяют в значении, не имеющим отношения к книге Саймака. В частности, в 2009 году журналист «Независимой газеты» назвал «заповедником гоблинов»[1] будущий «гайд-парк» (уголок ораторов), где будут собираться представители различных политических движений, который городские власти намеревались разместить в столичном парке имени Горького. Ранее СМИ использовали словосочетание «заповедник гоблинов»[2] в ироническом ключе по отношению к строящемуся с 2005 года в пригороде Москвы первому в России городскому поселению для жителей с высокими доходами «Рублёво-Архангельское», также известному как «город миллионеров».
- В 1992 году на петербургском телевидении была снята экранизация романа — телеспектакль «Заповедник» (режиссёр Валерий Обогрелов).